# Junkers Jumo 213
Der Junkers Jumo 213 war ein flüssigkeitsgekühlter Zwölfzylinder-Flugmotor mit Benzindirekteinspritzung und 35 Litern Hubraum der Junkers Flugzeug- und Motorenwerke. Er wurde während des Zweiten Weltkriegs aus dem hubraumgleichen Jumo 211 entwickelt und hatte eine Startleistung von über 2000 PS (Jumo 211: max. 1500 PS).
Junkers und die Flugmotorenwerke Ostmark bauten von Mitte 1942 bis zum Kriegsende über 9000 Motoren, die in den wichtigsten Kampfflugzeugen der deutschen Luftwaffe wie der Ju 88, Ju 188 sowie der Fw 190 D verwendet wurden.

## Geschichte
Der Jumo-213-Motor gehörte zu den besten deutschen 12-Zylinder-Flugmotoren und erreichte eine Literleistung von 50 PS, die beim Einsatz von leistungssteigernden Zusatzeinspritzungen auf bis zu 60 PS gesteigert werden konnte. Die Verbesserung gegenüber dem Vorgänger Jumo 211 wurde durch eine optimierte Bauweise und eine Drehzahlanhebung um fast 500 min−1 auf 3200 min−1 im Dauerbetrieb erreicht.
Der Jumo 213 war ein V-Motor mit „hängenden“ Zylindern (Kurbelwelle oben, auch „A-Motor“ genannt) ausgeführt; die Kühlung erfolgte mit einem Glykol-Wasser-Gemisch bei einer zulässigen Betriebstemperatur von etwa 120 °C. Die Leistungsregulierung erfolgte durch ein von Junkers entwickeltes Einhebelbediengerät, das automatisch Ladedruck, Laderumschaltung und ähnliche Parameter steuerte.

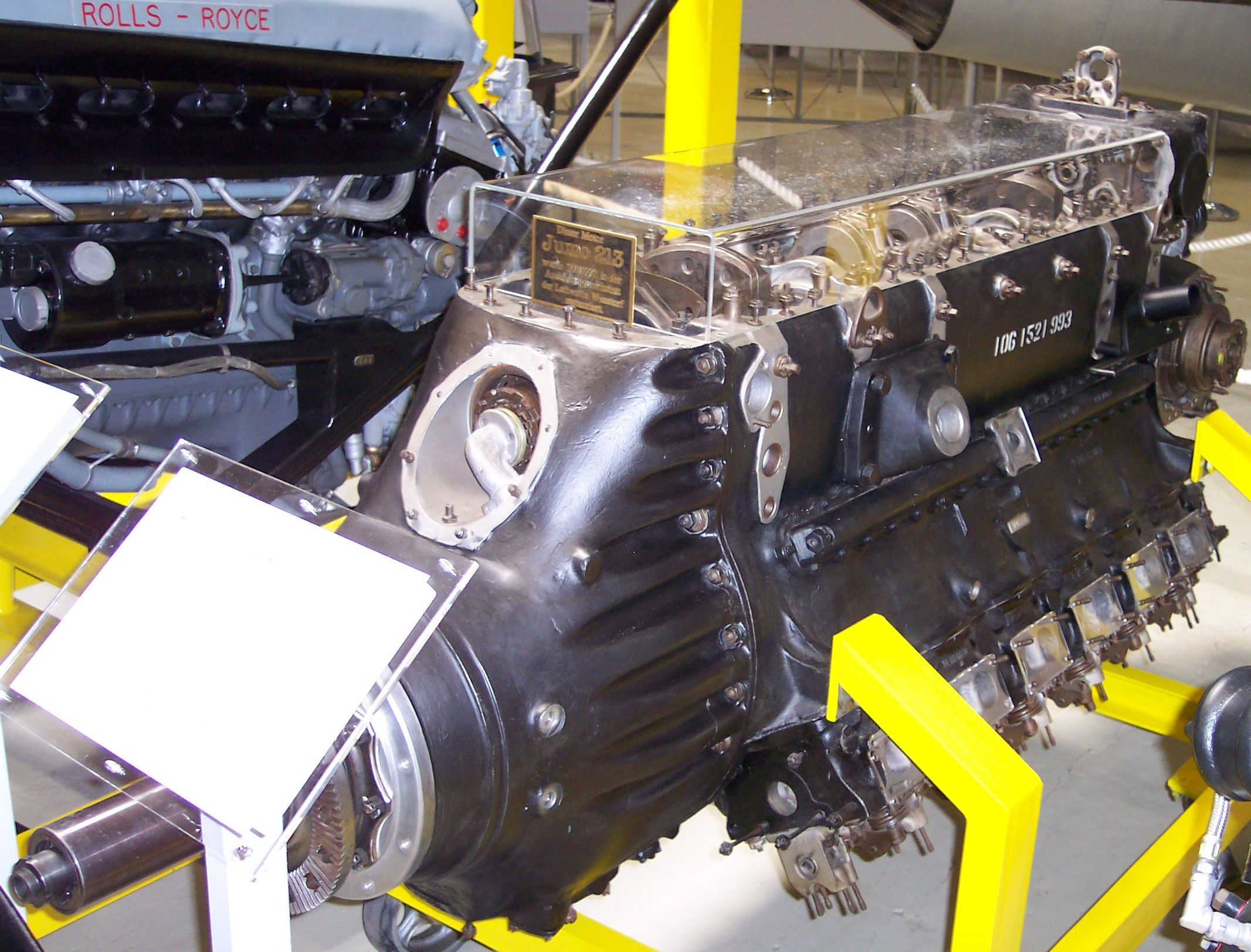
Jumo 213

Die Motoren konnten mit der Wasser-Methanol- (MW-50) oder GM-1-Einspritzung (Sauerstoffträger Distickstoffmonoxid) ausgerüstet werden. Die MW-50-Anlage brachte eine Mehrleistung von etwa 300 PS unterhalb der Volldruckhöhe, die GM-1 bis zu 400 PS oberhalb der Volldruckhöhe. Der Jumo 213 besaß einen automatischen Einstufen-Zweiganglader, die Versionen E und F sogar einen Zweistufen-Dreiganglader. Die Volldruckhöhen der Lader lagen bei 5500 bis 6000 m für Jumo 213 A/C und 9600 m für Jumo 213 E/F. Neben der guten Höhenleistung zeichneten sich die Jumo-213-Motoren vor allem durch einen niedrigen spezifischen Kraftstoffverbrauch aus. Dieser lag je nach Baureihe bei Marschflug zwischen 258 und 274 g/kWh (190 bis 202 g/PSh).
Viele Flugzeugentwürfe der letzten Kriegsjahre waren auf diesen Motor ausgerichtet. Die Produktion größerer Stückzahlen begann aber erst 1944, so dass viele Prototypen auf andere Motoren ausweichen mussten. Die Serienfreigabe des Reichsluftfahrtministeriums (RLM) erfolgte bereits nach einer sehr kurzen Entwicklungszeit und Testphase. Die ersten Versuchsmotoren hatten lediglich fünf 100-Stunden-Vollgasläufe absolviert.

## Technische Daten Jumo 213 E-1
- Zwölfzylinder-V-Motor mit hängenden Zylindern (Kurbelwelle oben; auch „A-Motor“ genannt)
- Ventilsteuerung: je Zylinderbank eine obenliegende Nockenwelle (OHC), drei Ventile pro Zylinder (zwei Einlass-/ein Auslassventil)
- Bohrung: 150 mm
- Hub: 165 mm
- Hubraum: 35 Liter
- Verdichtungsverhältnis: 6,5:1
- Aufladung durch mechanischen Zweistufen-Dreigang-Radialverdichter
- Startleistung: 1750 PS (1287 kW)
- Startleistung mit Wasser-Methanol-Einspritzung (MW-50): 2050 PS (1507 kW)
- Steig- und Kampfleistung: 1380 PS (1015 kW)
- Volldruckhöhe: 9600 m
- Kühlung: Flüssigkeit (Glykol-Wasser-Gemisch als Kühlmittel)
- Schmierung: Trockensumpfschmierung mit einer Druck- und zwei Saugpumpen (je Zylinderkopf eine)
- Trockenmasse: 1040 kg
- Treibstoff: Benzin, Typ B4 mit einer Oktanzahl von 87 ROZ

## Triebwerkstypen
- Jumo 213 A-1

Ausführung mit Einstufen-Zweiganglader, 1750 PS Startleistung (mittels Ladedruckrüstsatz 1900 PS)
Einsatz unter anderem in Junkers Ju 88, Ju 188 und Focke-Wulf Fw 190 D
- Jumo 213 AG-1

Experimentalversion des A-1 mit einer speziellen Bodenladerstufe
- Jumo 213 B-0, keine Serienfertigung

Variante des A-1 für C3-Kraftstoff (100 Oktan); ca. 2000 PS Startleistung durch höhere Verdichtung
- Jumo 213 C-1

Variante des A-1 mit hohler Propellerwelle für den Einbau einer Maschinenkanone, Serienfertigung Jumo 213 C-1 ab Ende 1944
- Jumo 213 E-0; keine Serienfertigung

Höhenmotor mit Zweistufen-Dreiganglader und C3-Kraftstoff
- Jumo 213 E-1

Variante des 213 E-0 für B4-Kraftstoff mit 87 Oktan, Ladeluftkühler, Serienfertigung ab Ende 1944, Einsatz in der Ju 88 und Ju 388 sowie der Ta 152
- Jumo 213 F

Höhenmotor mit Zweistufen-Dreiganglader, wie E-1 aber ohne Ladeluftkühler, Einsatz in der Fw 190 D-11/-12
- Jumo 213 J/T/S

Projekte mit 4 Ventilen (J), Projekt mit Abgasturbolader (T), Projekt für niedrige Volldruckhöhen (S)